# Den Internationale Belysningskommission
Den Internationale Belysningskommission (Commission Internationale de l'Eclairage, forkortet CIE) er en privatejet organisation, der fremmer internationalt samarbejde og videnudveksling inden for belysning.
Organisationen blev grundlagt i 1913 som erstatning for Commission Internationale de Photométrie og er i dag placeret i Wien i Østrig.